# Іст-Рочестер (Пенсільванія)
Іст-Рочестер (англ. East Rochester) — місто (англ. borough) в США, в окрузі Бівер штату Пенсільванія. Населення — 565 осіб (2020).

## Географія
Іст-Рочестер розташований за координатами 40°41′54″ пн. ш. 80°16′8″ зх. д. / 40.69833° пн. ш. 80.26889° зх. д. (40.698201, -80.268983).  За даними Бюро перепису населення США в 2010 році місто мало площу 1,18 км², з яких 0,95 км² — суходіл та 0,24 км² — водойми.

## Демографія
Згідно з переписом 2010 року, у селищі мешкало 567 осіб у 251 домогосподарстві у складі 141 родини. Густота населення становила 479 осіб/км².  Було 271 помешкання (229/км²).
Расовий склад населення:
| - 94,5 % — білих - 3,2 % — чорних або афроамериканців - 0,2 % — корінних американців |

До двох чи більше рас належало 1,8 %. Частка іспаномовних становила 1,4 % від усіх жителів.
За віковим діапазоном населення розподілялося таким чином: 19,8 % — особи молодші 18 років, 60,8 % — особи у віці 18—64 років, 19,4 % — особи у віці 65 років та старші. Медіана віку мешканця становила 41,9 року. На 100 осіб жіночої статі у селищі припадало 84,1 чоловіків;  на 100 жінок у віці від 18 років та старших — 81,3 чоловіків також старших 18 років.
Середній дохід на одне домашнє господарство  становив 43 063 долари США (медіана — 42 222), а середній дохід на одну сім'ю — 50 410 доларів (медіана — 46 667). За межею бідності перебувало 10,1 % осіб, у тому числі 10,9 % дітей у віці до 18 років та 6,5 % осіб у віці 65 років та старших.
Цивільне працевлаштоване населення становило 250 осіб. Основні галузі зайнятості: освіта, охорона здоров'я та соціальна допомога — 30,0 %, роздрібна торгівля — 17,6 %, виробництво — 12,8 %, фінанси, страхування та нерухомість — 8,4 %.